# Rossano Galtarossa
Rossano Galtarossa (født 6. juli 1972 i Padova) er en italiensk tidligere roer og femdobbelt olympisk deltager.
Galtarossas internationale karriere begyndte, da han som junior i 1989 vandt VM-sølv i singlesculler og året efter VM-guld i dobbeltsculler.
Han var første gang med ved OL i OL 1992 i Barcelona, hvor han roede dobbeltfirer sammen med Gianluca Farina, Alessandro Corona og Filippo Soffici. De blev nummer to i deres indledende heat efter tyskerne, vandt derpå deres semifinale, inden de i finalen måtte se tyskerne vinde i sikker stil, mens den norske båd sikrede sig andenpladsen med 0,24 sekund ned til italienerne på tredjepladsen, som de akkurat holdt med et forspring på 0,06 sekund til schweizerne på fjerdepladsen.
I de følgende år fortsatte han i dobbeltfireren, der blev nummer tre ved VM i 1993, inden de blev verdensmestre i 1994 og 1995. De var derfor blandt favoritterne ved OL 1996 i Atlanta, men efter at have vundet i indledende heat og semifinalen skuffede de i finalen og endte på en fjerdeplads.
Italienerne med Galtarossa vendte dog stærkt tilbage og blev verdensmestre i 1997 og 1998.
Den italienske dobbeltfirer var derfor igen blandt favoritterne ved OL 2000 i Sydney, hvor besætningen foruden Galtarossa bestod af Agostino Abbagnale, Alessio Sartori og Simone Raineri. De vandt deres indledende heat og semifinale i de klart bedste tider, og i finalen vandt de guld med et forspring på mere end to sekunder til Holland, der igen var under et sekund foran tyskerne på tredjepladsen.
Ved VM i 2001 vandt han sammen med Sartori VM-sølv i dobbeltsculler, mens han vandt VM-bronze i dobbeltfireren i 2002 og en ny VM-sølvmedalje i dobbeltsculler sammen med Sartori i 2003. De stillede sammen op i denne bådtype ved OL 2004 i Athen. De var bedst af alle i både indledende heat og semifinalerne og satte olympisk rekord i semifinalen, men i finalen kunne de ikke leve op til løfterne fra tidligere i konkurrencen og endte på en tredjeplads, mens franskmændene Sébastien Vieilledent og Adrien Hardy vandt guld foran slovenerne Luka Špik og Iztok Čop.
I 2007 vendte Galtarossa igen tilbage til dobbeltfireren, som blev nummer fire ved VM. Ved OL 2008 i Beijing roede han sammen med Luca Agamennoni, Simone Venier og Simone Raineri dobbeltsculler, og efter en andenplads i indledende heat, vandt de deres semifinale. I finalen kunne de dog ikke matche den polske båd, der havde vundet VM de seneste tre gange og vandt sikkert guld, mens italienerne sikrede sig sølv foran Frankrig.
Galtarossa fortsatte med at ro endnu nogle år, men i 2012 indstillede han den aktive karriere.

## OL-medaljer
- 2000:  Guld i dobbeltfirer
- 2008:  Sølv i dobbeltfirer
- 1992:  Bronze i dobbeltfirer
- 2004:  Bronze i dobbeltsculler